# Plachova Lhota
Plachova Lhota je malá vesnice, část obce Smilkov v okrese Benešov. Nachází se asi 2 km na severovýchod od Smilkova. V roce 2009 zde bylo evidováno 17 adres. Plachova Lhota leží v katastrálním území Kouty u Smilkova o výměře 7,2 km².

## Historie
První písemná zmínka o vesnici pochází z roku 1410.

## Další fotografie

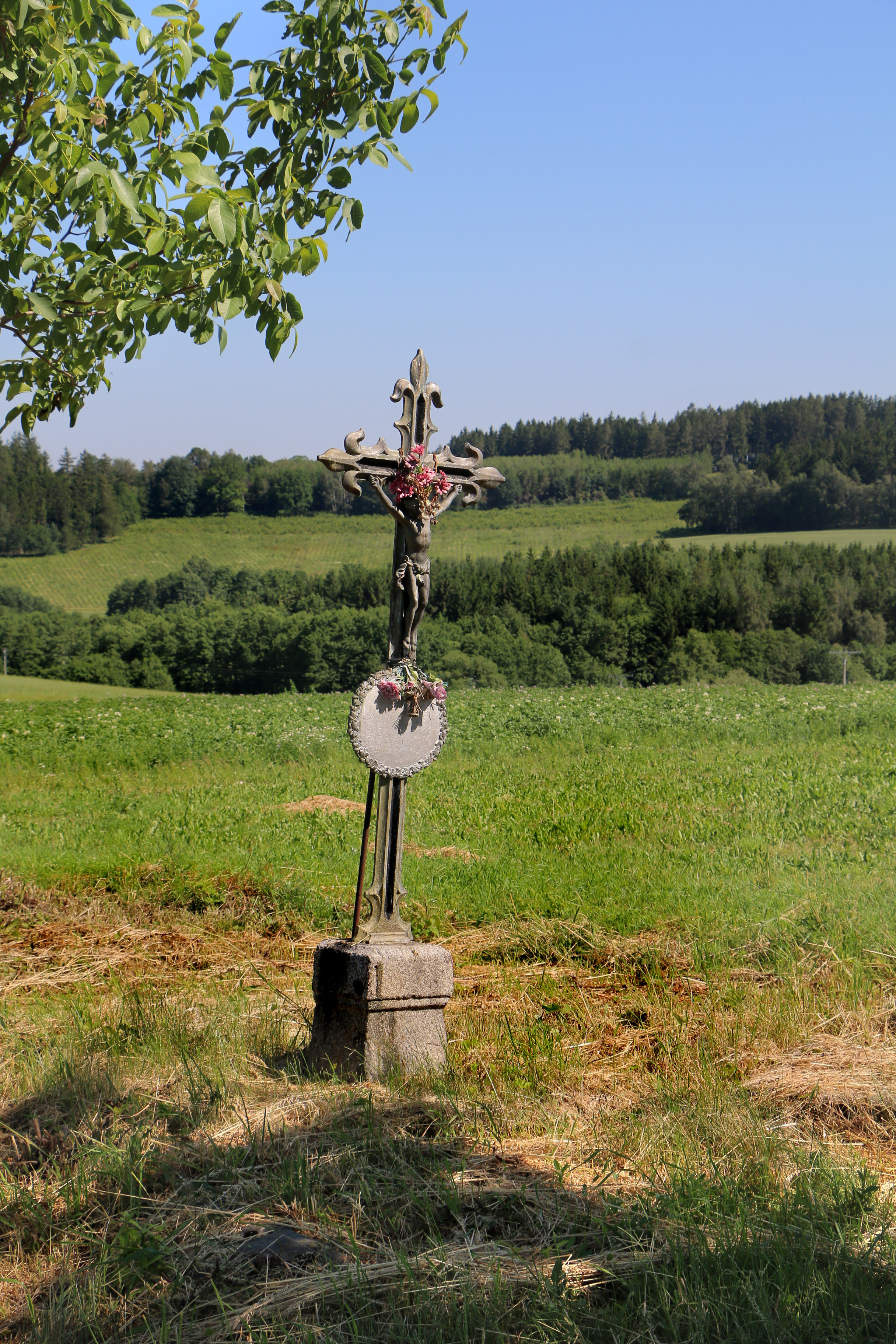
Křížek u cesty od Zderaze
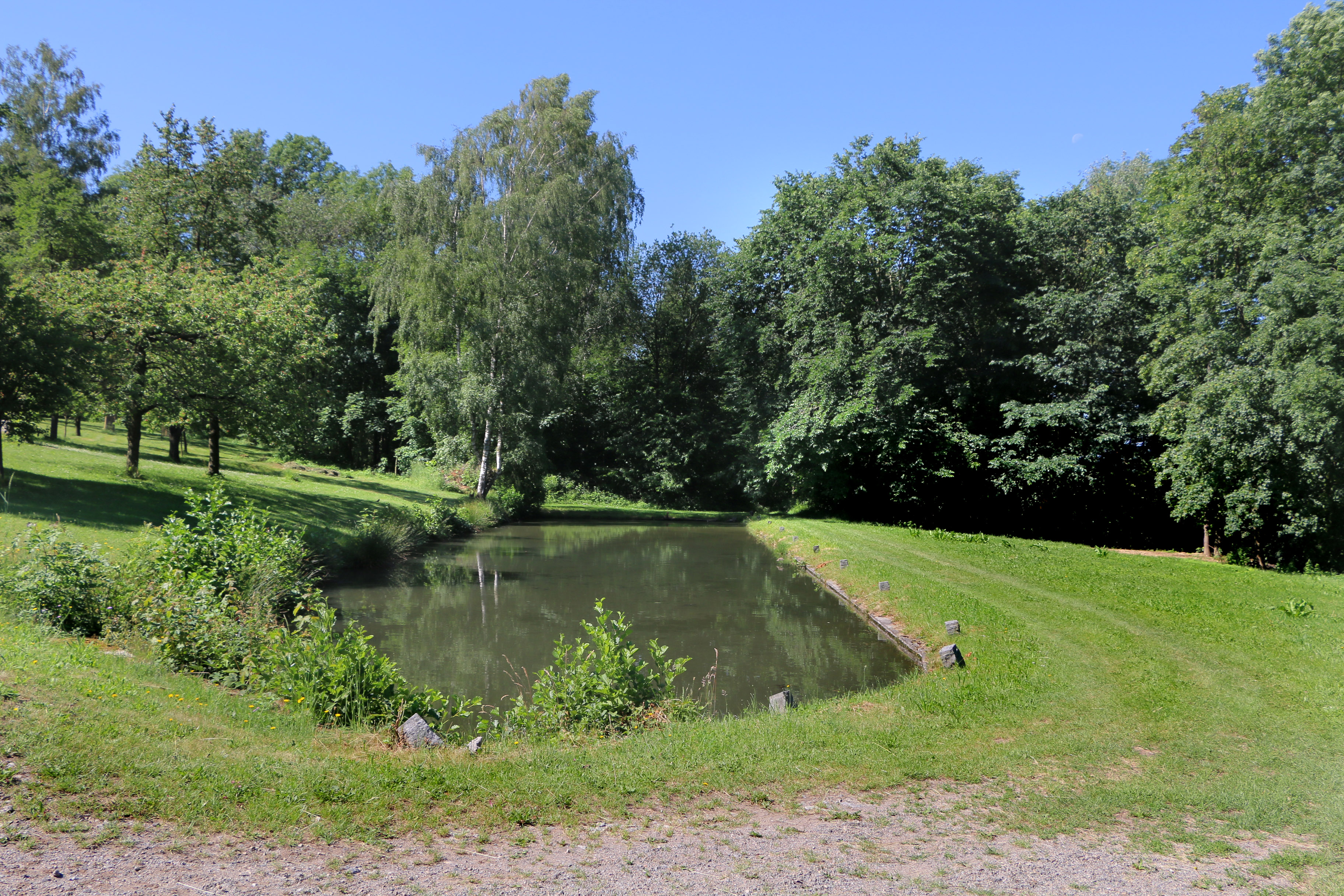
Rybník v osadě Radotínek
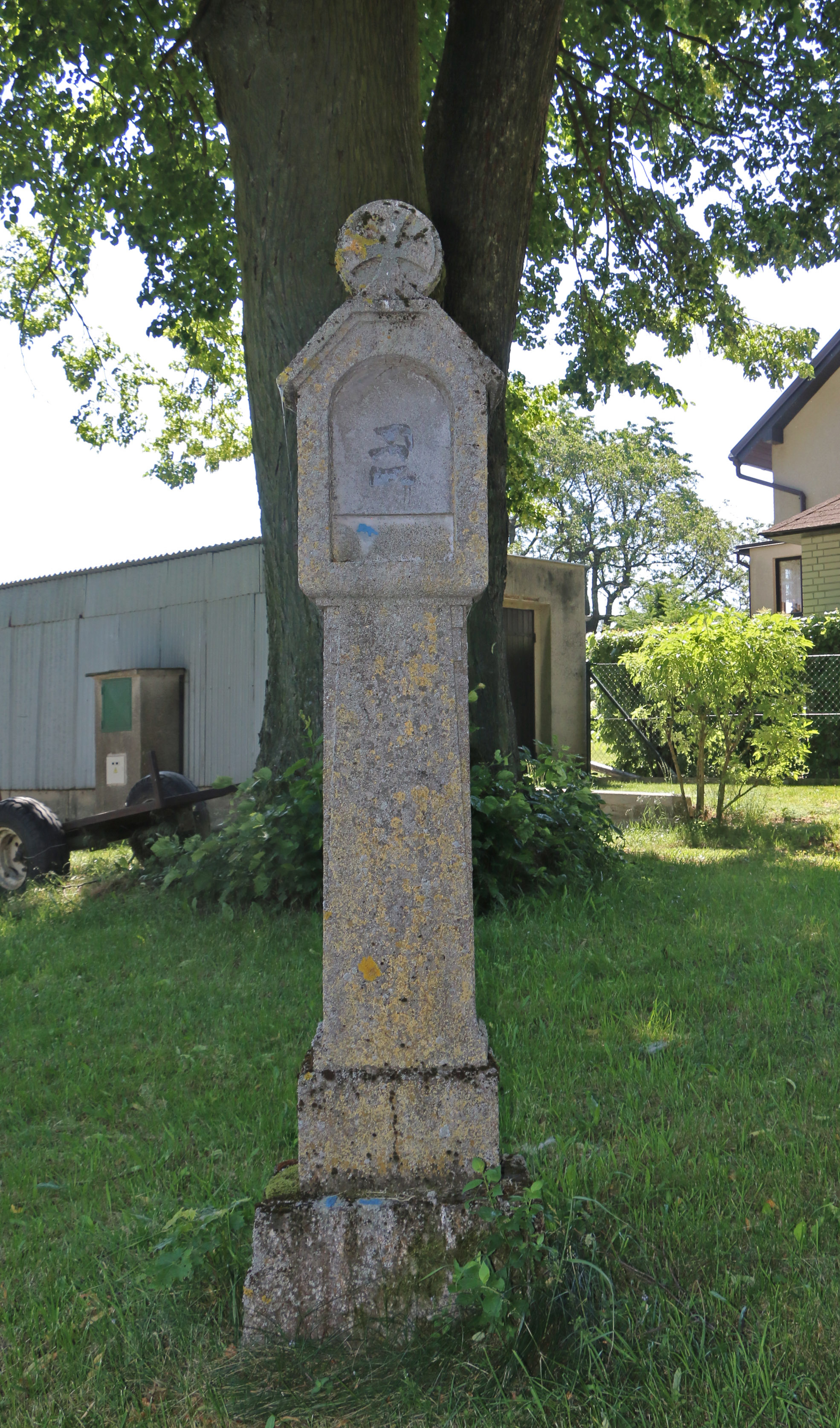
Smírčí votivní sloup